# Terófito

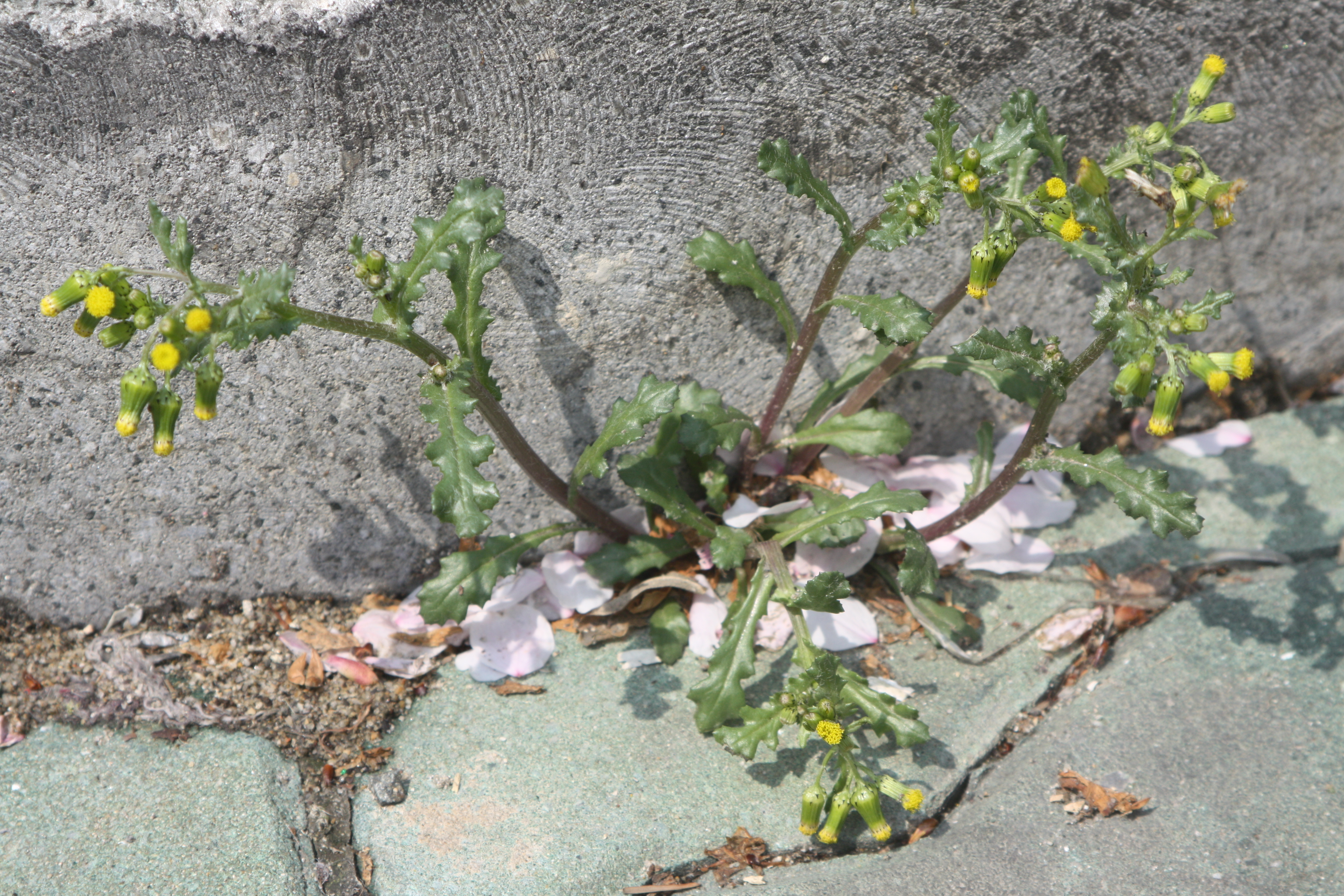
Ejemplo: Senecio vulgaris.

Terófito es una categoría del sistema de Raunkiær. Se refiere a plantas de las que solo perduran las semillas en la época desfavorable.
El término está compuesto por étimos cuyo origen son los términos griegos θερος (théros), verano, y φυτών (phytón), planta.
Por su tamaño los terófitos se clasifican en macroterófitos y nanoterófitos. También se distinguen por el período del año en que vegetan: terófitos de invierno (por ejemplo, Senecio vulgaris o Phaseolus vulgaris), y de verano (Amaranthus deflexus).
Los terófitos son frecuentes en climas desérticos  y en climas mediterráneos, con inviernos  templados y veranos secos, durante los que puede ser una ventaja el reposo vegetativo absoluto. También son frecuentes en ambientes ruderales (bordes de caminos, escombreras suburbanas, etc.) que son medios poco estables, en los que supone una ventaja no construir aparatos vegetativos duraderos. Por el contrario, en la alta montaña son muy raros los terófitos, ya que sus poblaciones necesitan producir semillas y nuevas plantas cada año para perpetuarse, y es probable que un año especialmente riguroso impida la floración o la germinación de una especie, lo que supondría su desaparición del lugar.